# او به من حسی مثل رقصیدن می‌دهد
او به من حسی مثل رقصیدن می‌دهد (انگلیسی: He Makes Me Feel Like Dancin') فیلمی مستند به کارگردانی امیل آردولینو است که در سال ۱۹۸۳ منتشر شد. فیلم به زندگی و کار ژاک دآمبوس می‌پردازد.